# Ісмаїл Сабрі Абдалла
Ісмаї́л Сабрі́ Абдалла́ (*25 грудня 1923, Ель-Мінья — †6 листопада 2006, Каїр) — єгипетський економіст, політичний діяч.
Закінчив в 1946 році юридичний факультет Каїрського університету. В 1951-54 роках викладав в Александрійському університеті, в 1954-56 роках професор Каїрського університету. В 1957-59 роках керівник дослідницького відділу державної Загальної економічної організації Єгипту. В 1959-64 роках був ув'язнений як один з керівників марксистських груп. В 1965-69 роках редактор видавництва «Дар-ель-Мааріф», в 1969-71 та з травня 1975 року директор Інституту планування. З 1971 року заступник міністра планування, в 1972-74 роках міністр планування.
Один із засновників (1977) та керівників Національно-прогресивної (лівої) партії. Член-засновник та голова (1983) Форуму вчених країн, що розвиваються; президент Ради по соціально-економічним проблемам Африканського континенту. Автор праць по соціально-економічним проблемам країн, що розвиваються.
Помер після тривалої хвороби 6 листопада 2006 року в Каїрі.